# Municipio de Round Prairie (Iowa)
El municipio de Round Prairie (en inglés: Round Prairie Township) es un municipio ubicado en el condado de Jefferson en el estado estadounidense de Iowa. En el año 2010 tenía una población de 301 habitantes y una densidad poblacional de 3,22 personas por km².

## Geografía
El municipio de Round Prairie se encuentra ubicado en las coordenadas 40°57′21″N 91°45′55″O / 40.95583, -91.76528. Según la Oficina del Censo de los Estados Unidos, el municipio tiene una superficie total de 93.5 km², de la cual 93,44 km² corresponden a tierra firme y (0,06 %) 0,06 km² es agua.

## Demografía
Según el censo de 2010, había 301 personas residiendo en el municipio de Round Prairie. La densidad de población era de 3,22 hab./km². De los 301 habitantes, el municipio de Round Prairie estaba compuesto por el 99,67 % blancos y el 0,33 % eran de una mezcla de razas. Del total de la población el 0,33 % eran hispanos o latinos de cualquier raza.